# Здание дворянского собрания (Херсон)

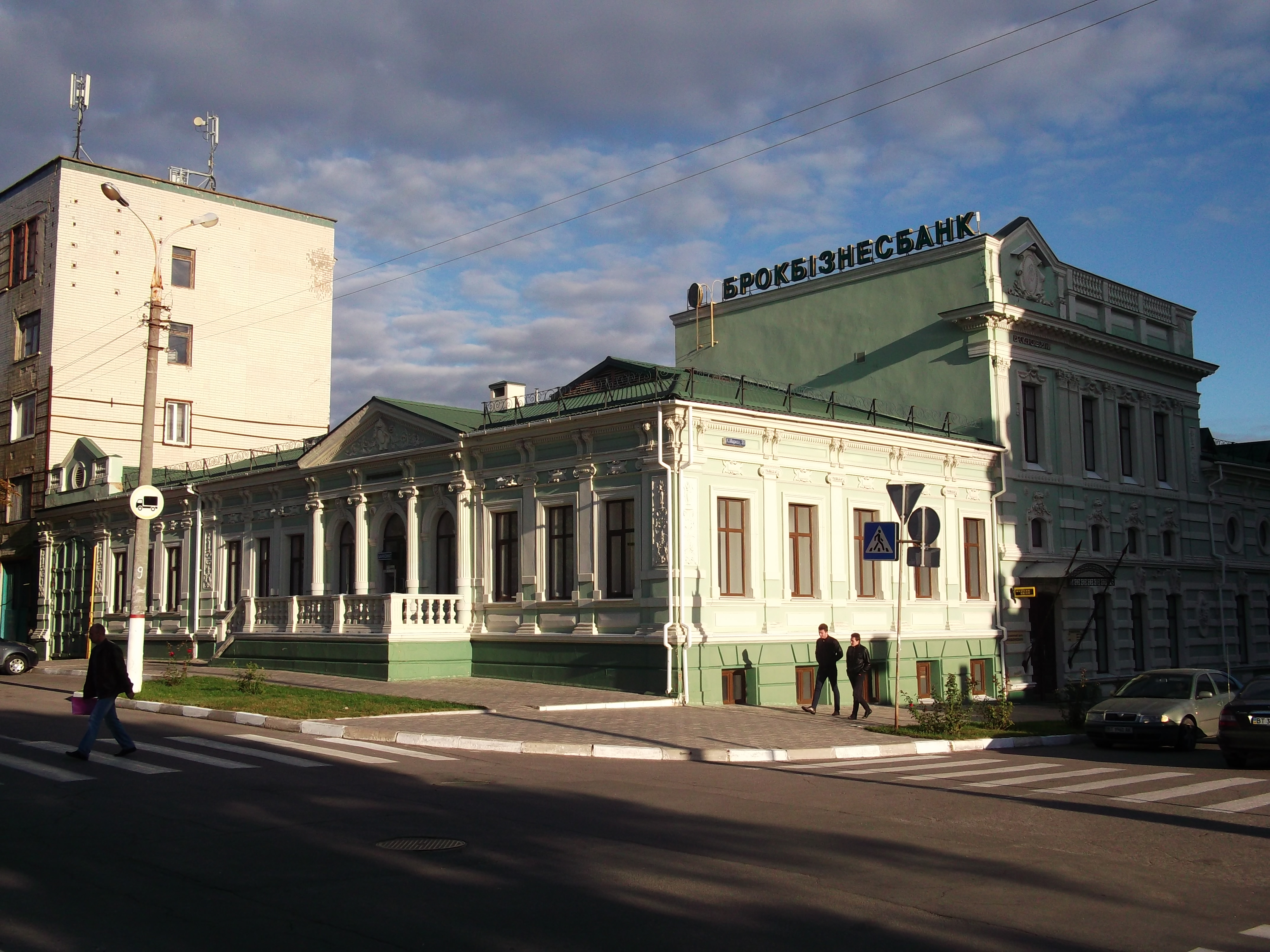

Здание дворянского собрания — это построенная в начале XIX века для генерала Лобри усадьба городского типа в классическом стиле, располагающаяся в историческом центре Херсона на пересечении улиц Потемкинской (ранее – Карла Маркса) и Комсомольской.

## История
В 1818-1822 годах служило Херсонской губернской мужской гимназией. Позднее было выкуплено херсонским дворянством для нужд Дворянского собрания.
В 1919 году в нём располагается Исполком Совета рабочих, крестьянских и красноармейских депутатов, а также Херсонский комитет КП(б)У.
С 1920-х годом здание служит городским Домом физкультуры, а в 1935—1941 гг. и 1944—1962 гг. (с перерывом временной оккупацией Херсона фашистами) — Дворцом пионеров». Здесь в разные годы воспитывались будущие Герои Советского Союза Л. Л. Винер, И. А. Кулик, П. Г. Якубовский, чемпионка мира и Олимпийских игр по спортивной гимнастике Л. С. Латынина.
После распада Советского Союза в доме Дворянского собрания размещались уездная управа «Вільного козацтва» и общество «Українська книгарня». После реставрации здания в 2002-2003 годах в нём находится Херсонский филиал АБ «Брокбизнесбанк».